# Jan V (patriarcha Jerozolimy)
Jan V – siedemnasty chalcedoński patriarcha Jerozolimy; sprawował urząd w latach 706–735.